# In'nošima
In'nošima (japonsky: 因島) je japonský ostrov ve Vnitřním moři. Leží v prefektuře Hirošima a administrativně patří pod město Onomiči.
Rozloha ostrova činí 33,73 km² a obvod 126 km. Nejvyšší místo ostrova leží 243 m nad mořem.
Ostrov má cca 5000 obyvatel.